# Corbi (Argeș)
Corbi é uma comuna romena localizada no distrito de Argeş, na região de Muntênia. A comuna possui uma área de 59.60 km² e sua população era de 4240 habitantes segundo o censo de 2007.